# Geroosterd brood
Geroosterd brood of toast is een snee brood dat is geroosterd. Doorgaans wordt hiervoor een elektrische broodrooster gebruikt, maar het roosteren kan ook in een oven plaatsvinden. Er zijn ook tangen in de handel om brood bij open vuur te roosteren.

## Culinair gebruik
Geroosterd brood is vaak een onderdeel van het ontbijt, met name in het traditionele Engelse ontbijt en het hotelontbijt. Het roosteren is een manier om oud brood de smaak van vers gebakken brood terug te geven en het maakt het brood krokant. De bruining (maillardreactie) geeft het brood zijn smaak.

## Varianten
Wanneer men een snee brood na het roosteren over de zijkant halveert en nogmaals roostert, maakt men Melbatoast. Italiaanse varianten zijn de crostino en de bruschetta.